# Valeska Menezes
Valeska dos Santos Menezes („Valeskinha“, * 23. April 1976 in Niterói) ist eine brasilianische Volleyballspielerin.
Valeskinha nahm mit der brasilianischen Nationalmannschaft zweimal an Olympischen Spielen teil, wobei sie 2008 in Peking die Goldmedaille gewann und 2004 in Athen Vierte wurde. Hinzu kommen zahlreiche Siege beim Volleyball World Grand Prix.
Mit verschiedenen Vereinen wurde die Mittelblockerin neunmal brasilianische Meisterin. Außerdem spielte sie in Italien bei Asystel Volley Novara sowie in der Türkei bei Karşıyaka Izmir und bei Galatasaray Istanbul.
Valeskinha ist die Tochter der Leichtathletin Aída dos Santos.